# Арабська кухня
Арабська кухня — характерна для багатьох арабських країн і містить елементи середземноморської й африканської кухонь.
Типові для цієї кухні інгредієнти — кус-кус, баранина, турецький горох, баклажани, оливки, фініки, запашна вода (ароматизаторами слугують квітки апельсинового дерева й троянди), деревне вугілля та м'ятний чай.

## Традиції їжі
Арабська кухня проходить своїм корінням в кухню кочівників пустелі. Інгредієнти для готування їжі були зручними для перевезення, наприклад рис, фініки. Караван, кочуючи, вносив різноманітність у меню, додаючи продукти, придбані по дорозі, наприклад, овочі.[джерело?]
Прийом їжі в арабській кухні — це насамперед можливість зустрічі в колі родини й друзів. За традицією всі сидять на подушках або низкою лаві, навколо круглого стола. Їдять у тиші, насолоджуючись кожним шматочком. Після їжі є час на чай і розмови.[джерело?]

## Основні властивості
Арабська кухня використовує також м'ясо: баранина або куряче, значно рідше верблюдяче або телятину. В більшості випадків м'ясо піддається тепловій обробці без застосування жиру, завдяки цьому страва відрізняється особливою ніжністю і соковитістю. Температура сковорідки доводиться до 300 °C, при цьому білок м'яса згортається і утворює скориночку, яка утримує м'ясний сік всередині.
Окрім різноманітних других страв таким же чином готують м'ясо для численних супів на м'ясному бульйоні.
У арабській кухні практично у всі страви рясно додають різноманітні прянощі і спеції: цибулю, часник, перець, корицю, чорний перець, душистий перець, ароматичні трави тощо. Використовують також суміші з приправ та прянощів: багарат, гарісса, затар, рас ель гануф. Для приготування страв використовується переважно оливкова олія, а також рис, бобові культури — горох, квасоля. Обов'язкові складові багатьох страв — різноманітні овочі, свіжі або консервовані фрукти.
Широко поширені страви з риби й морепродуктів.

## Типовий сніданок
- Лабан (10 % йогурт),
- Юбна — сири різного виду,
- Лабна — сир з відцідженого йогурту,
- Маслини,
- Хліб з оливковою олією та затар (Материнка сирійська , сумах, підсмажений кунжут, сіль),
- Хумус,
- Фул,
- Фатаєр — невеликі булочки з начинкою.

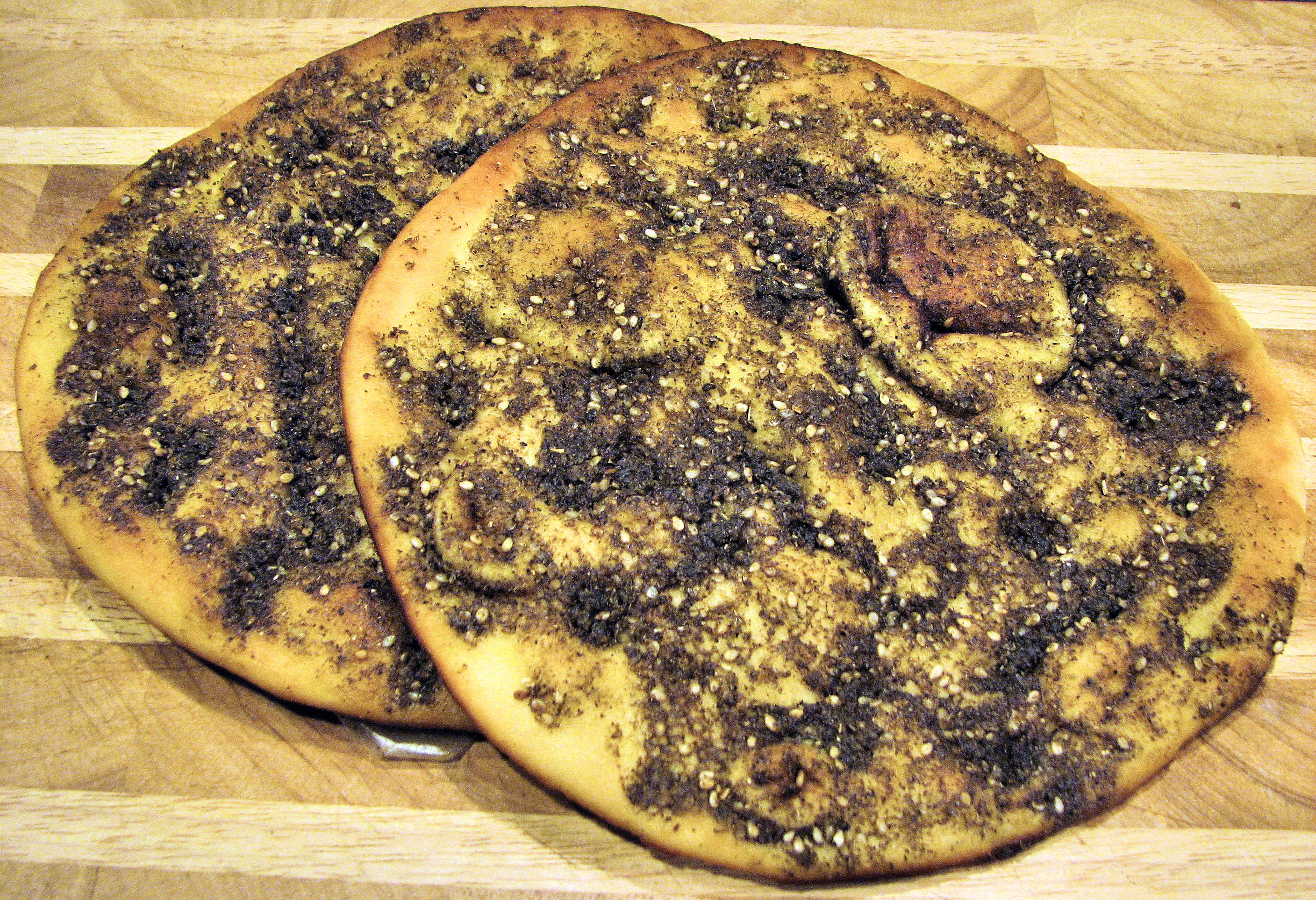
Арабський хліб з приправою "затар"

## Закуски
У будь-якому ресторані з арабською кухнею можна замовити мезі — традиційний набір з холодних і гарячих закусок. Мезе є поєднанням не менше 12 страв, які в певній послідовності подаються невеликими порціями і швидко змінюють один одного. Найпоширеніші страви в мезі — овочеві салати, часниково-горіхова паста на оливковій олії, виноградне листя з рисово-овочевою начинкою або м'ясним фаршем. Неодмінна складова мезі — гарячі пиріжки трикутної форми з овочевою, м'ясною або сирною начинкою. У асортимент страв, як правило, входять сири, а також баклажанова ікра, що готується з часником.
- Баба гануш — пюре з баклажанів та кунжуту.
- Долма — «голубці» з виноградного листя.
- Фалафель — фрикадельки з подрібненого турецького гороху або бобів смажені в олії.
- Фатуш — салат з помідорів, огірків, петрушки та шматочками підсмаженого в олії хліба.
- Фатех — шматочки хліба з м'ятним йогуртом, оливковою олією та турецьким горохом.
- Фул — холодна закуска, пюре з бобів.
- Хумус — пюре з турецького гороху з тахінною та приправами.
- Халлумі — шматки сиру обсмажені на олії або на грилі.
- Йогурт
- Кіббе Нає — закуска з сирого м'яса з цибулею та іншими приправами.
- Кіббех — яйцеподібні фрикадельки, сформовані з подрібненої пшениці (булгур) та м'ясного фаршу.
- Кьофте — м'ясні підсмажені котлетки.
- Мутабал — пюре з підсмажених на грилі баклажанів, до якого додають часник, тахіну.
- Табуле — салат з подрібненої пшениці (булгур) та дрібно порізаної петрушки.
- Тахіні — густа жирна паста з меленого кунжутового насіння, її додають як необхідний компонент до багатьох страв, наприклад до фалафель, до хумусу, крім того, вона служить основою для багатьох соусів.

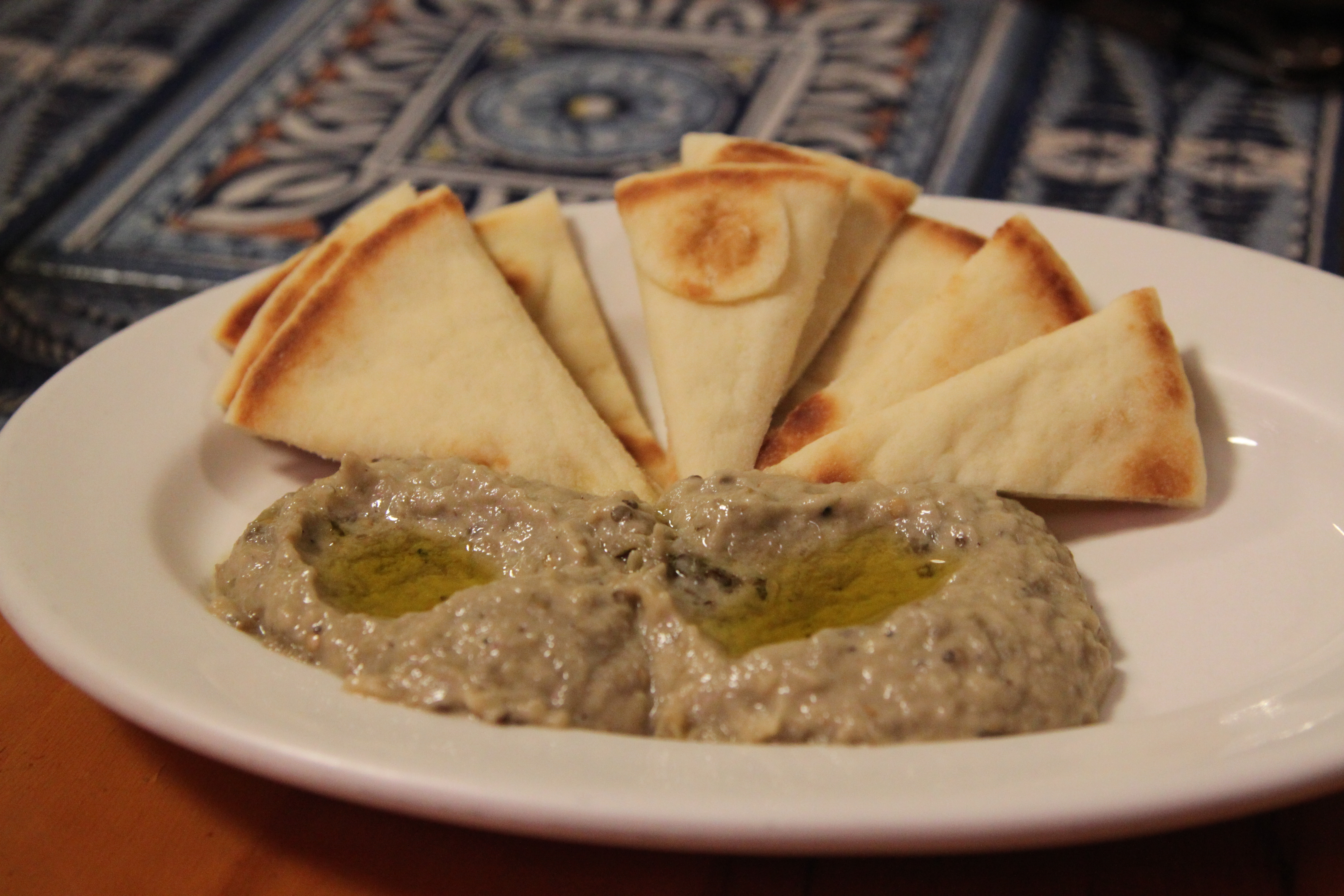
Баба гануш
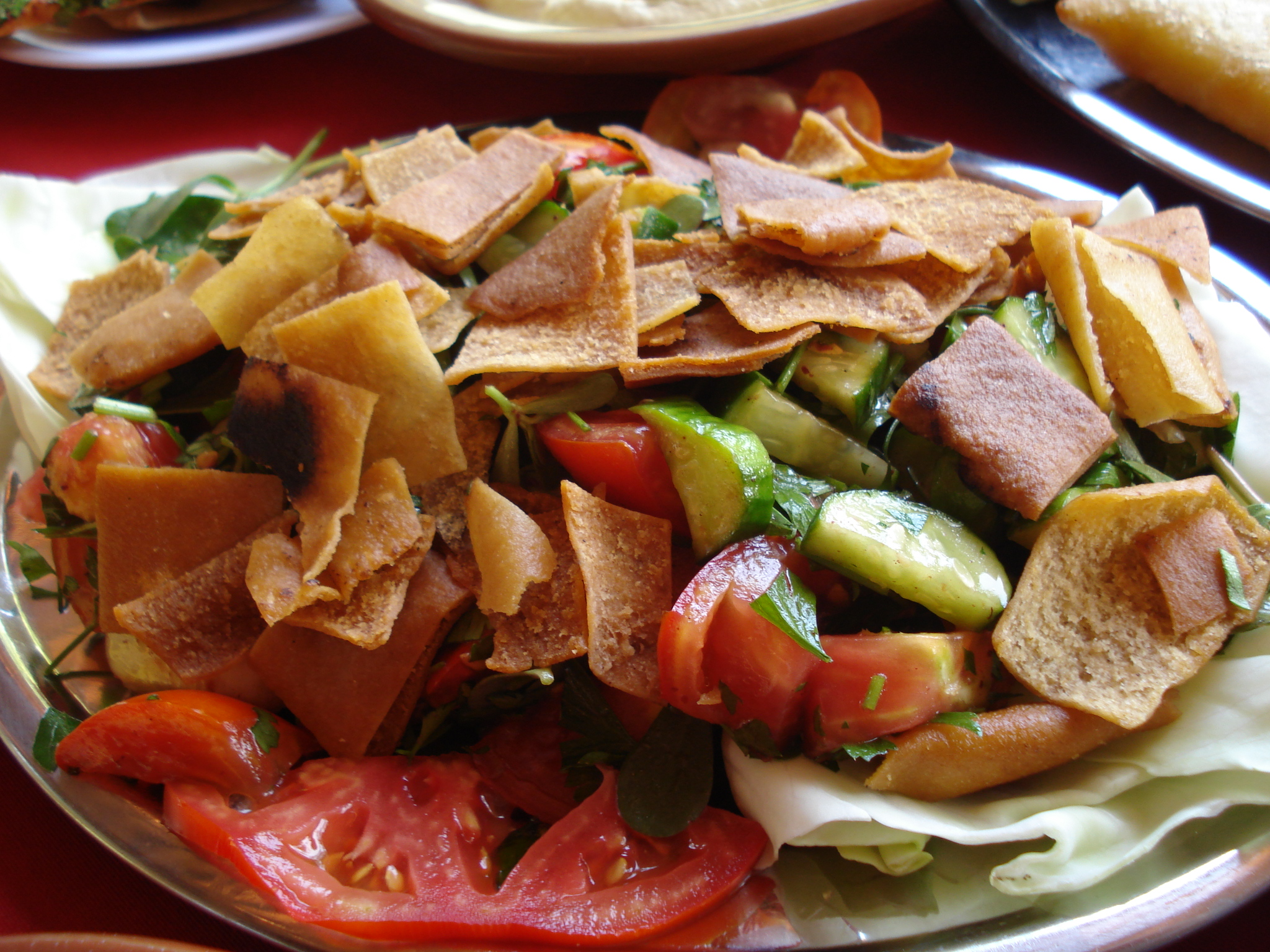
Фатуш
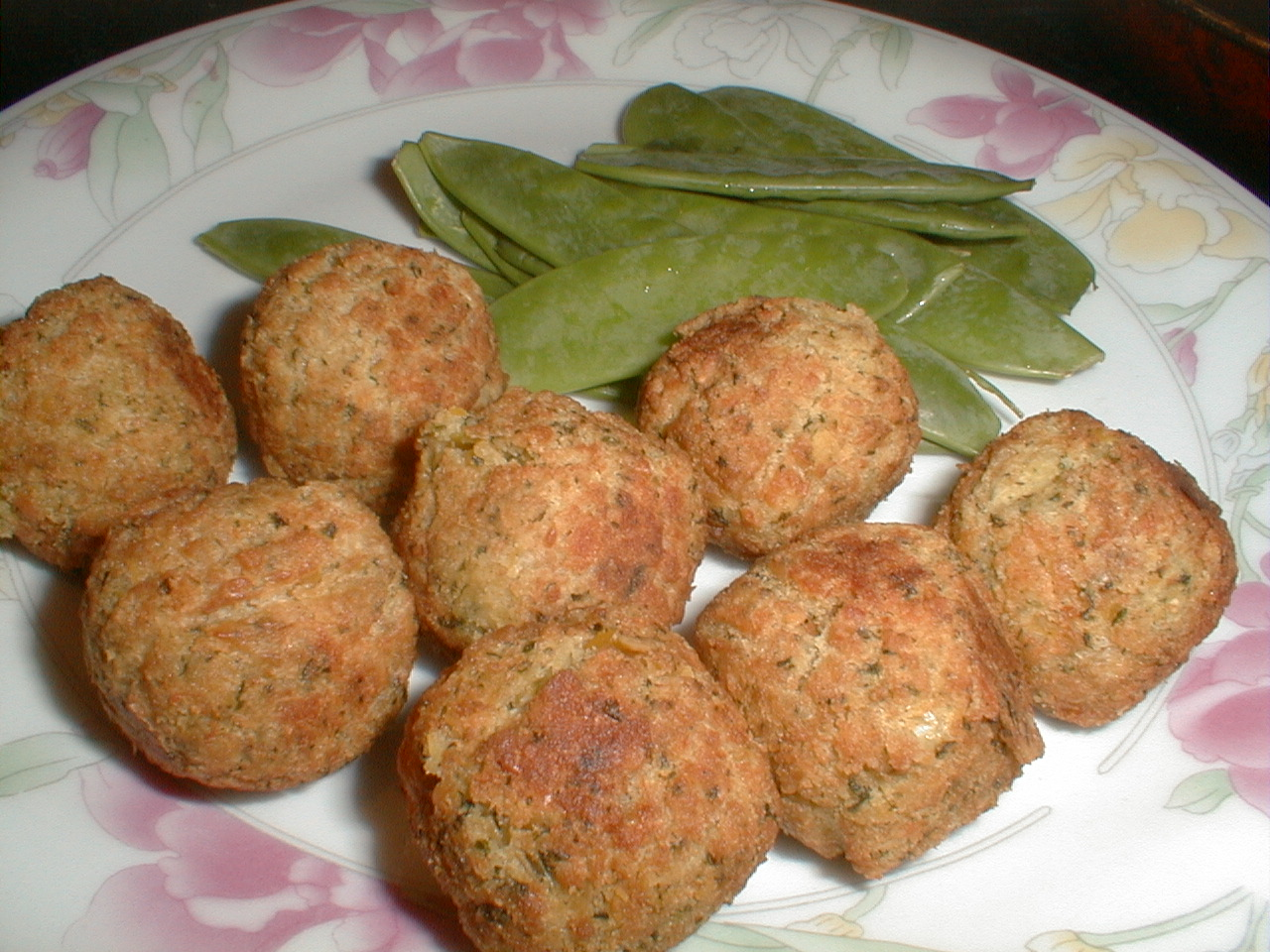
Фалафель
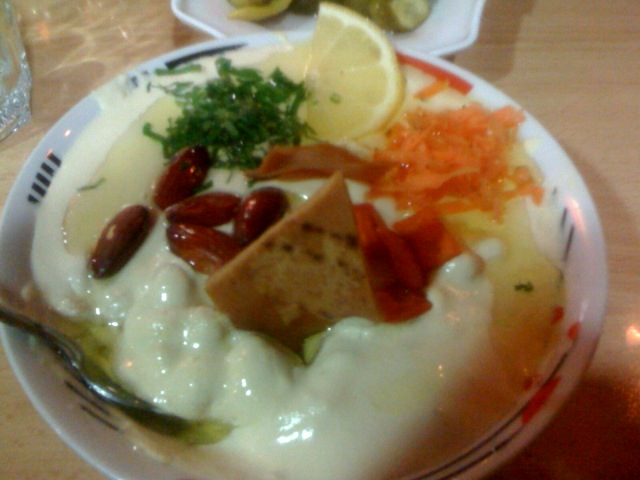
Фатех
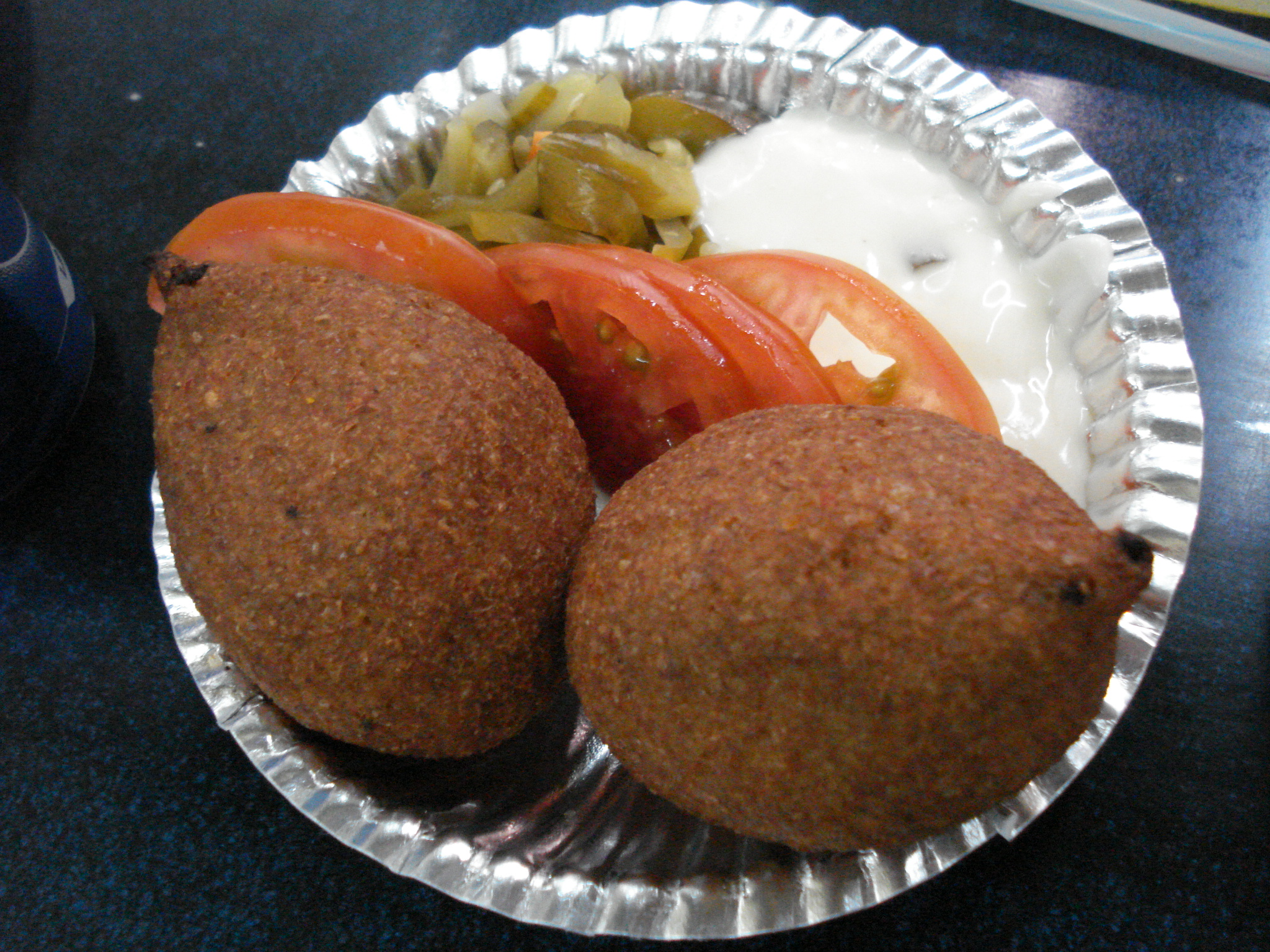
Кебех
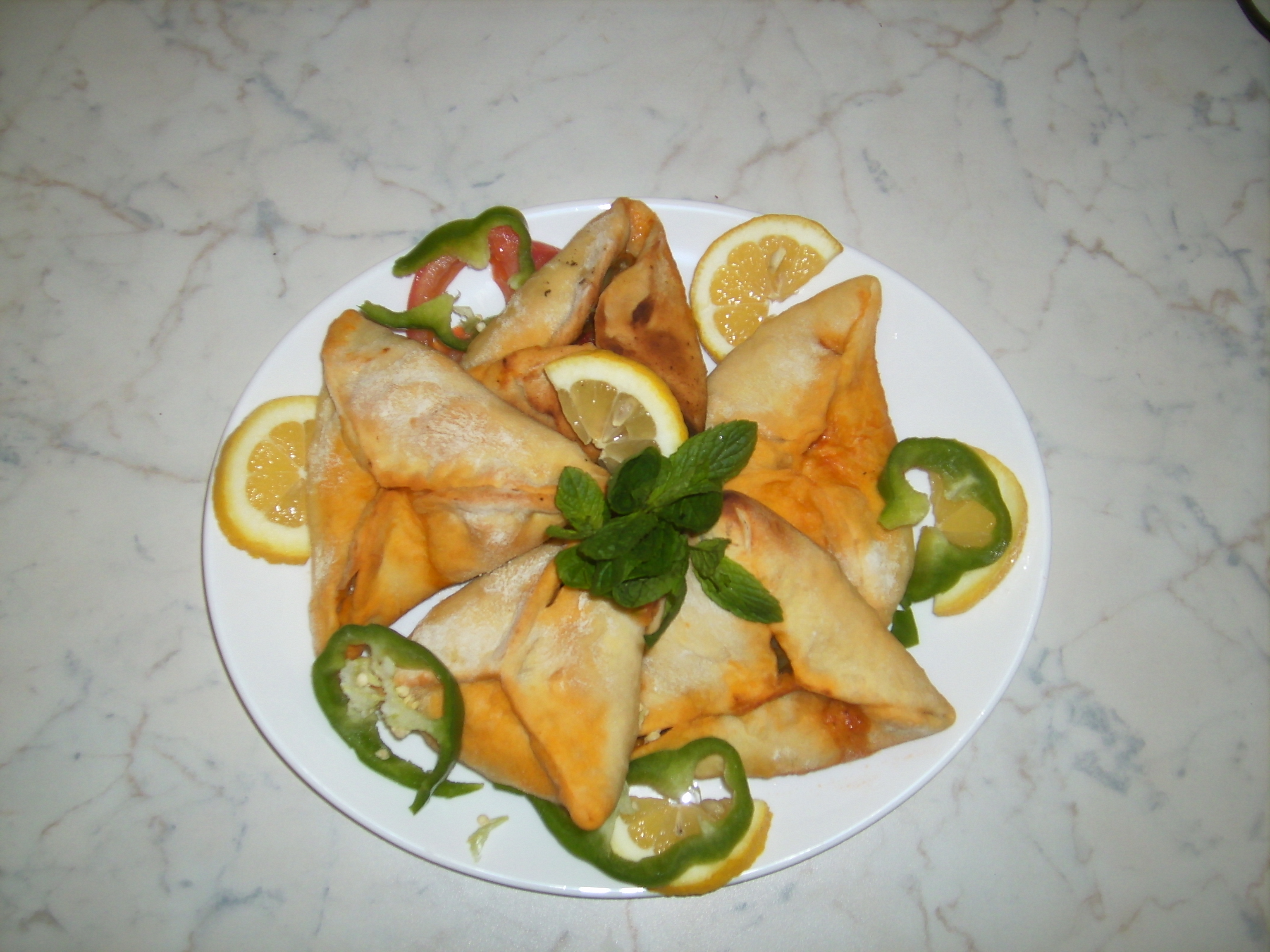
Фатаєр
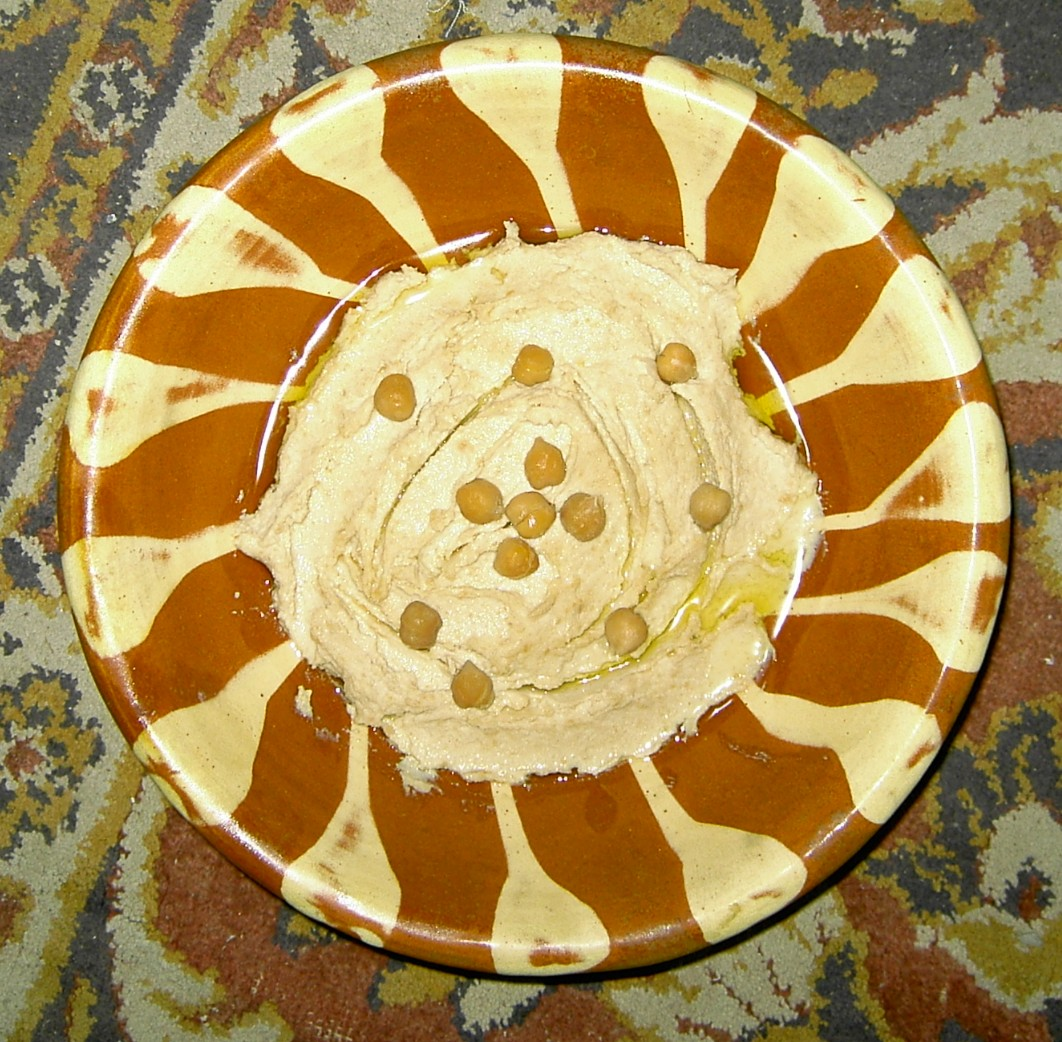
Хумус
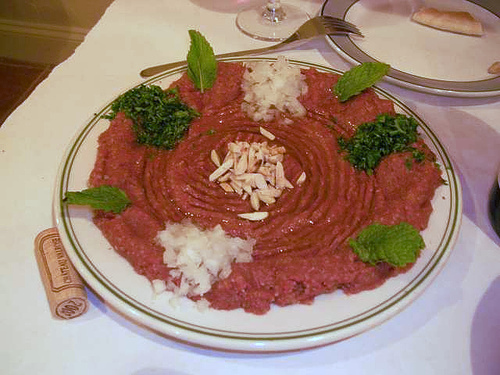
Кіббе нає
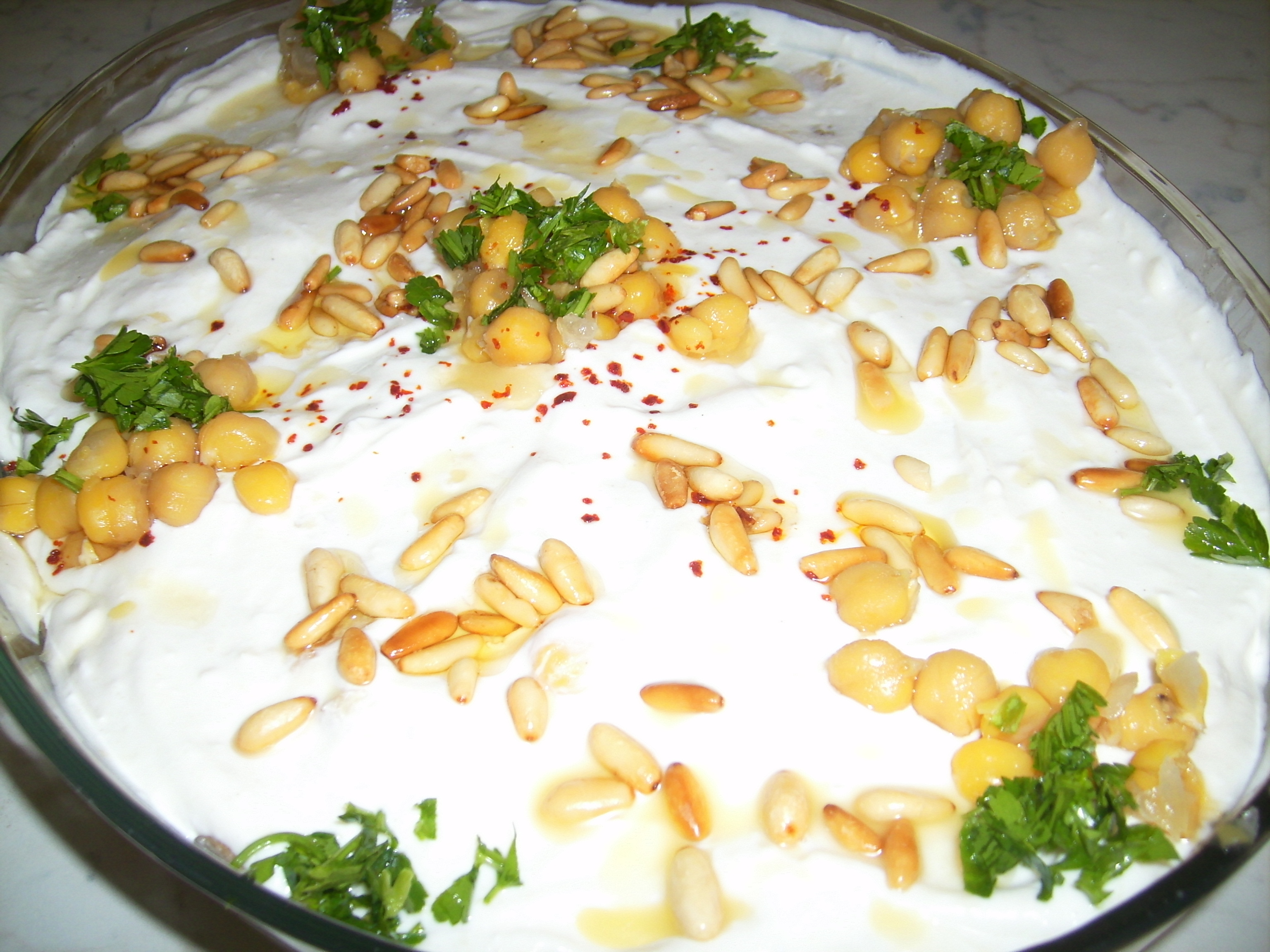
Фатех

До закусок подається хліб, називаний хобз або айш, що в перекладі значить «життя». Найчастіше, замість столових приладів, хлібом беруть соуси й шматочки м'яса. Цікавим різновидом хліба є «айш би заатар», тобто хліб з додаванням тим'яна й інших пряностей.

## Солодощі

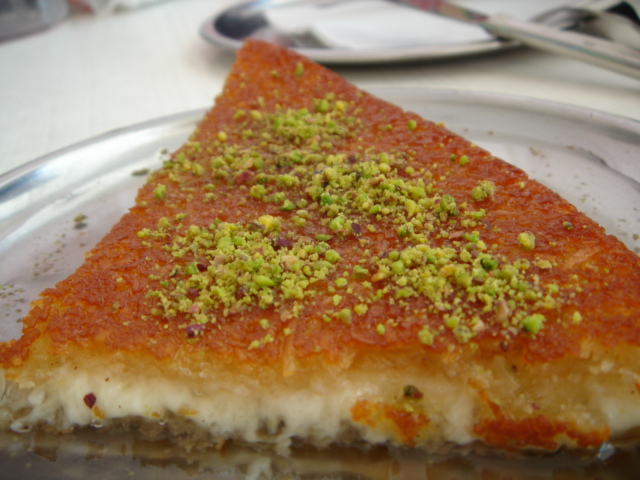
Кнафе
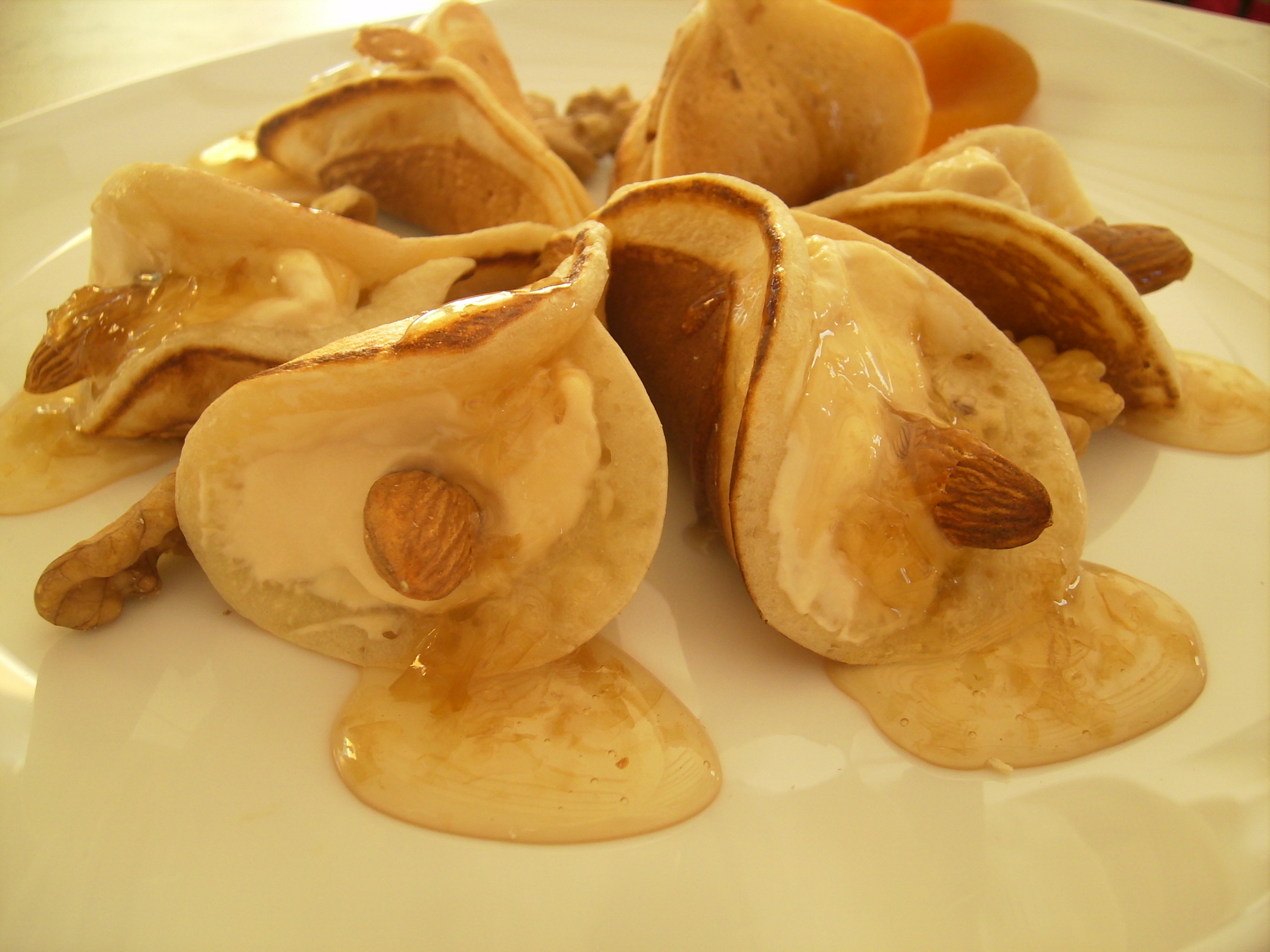
Катаєф
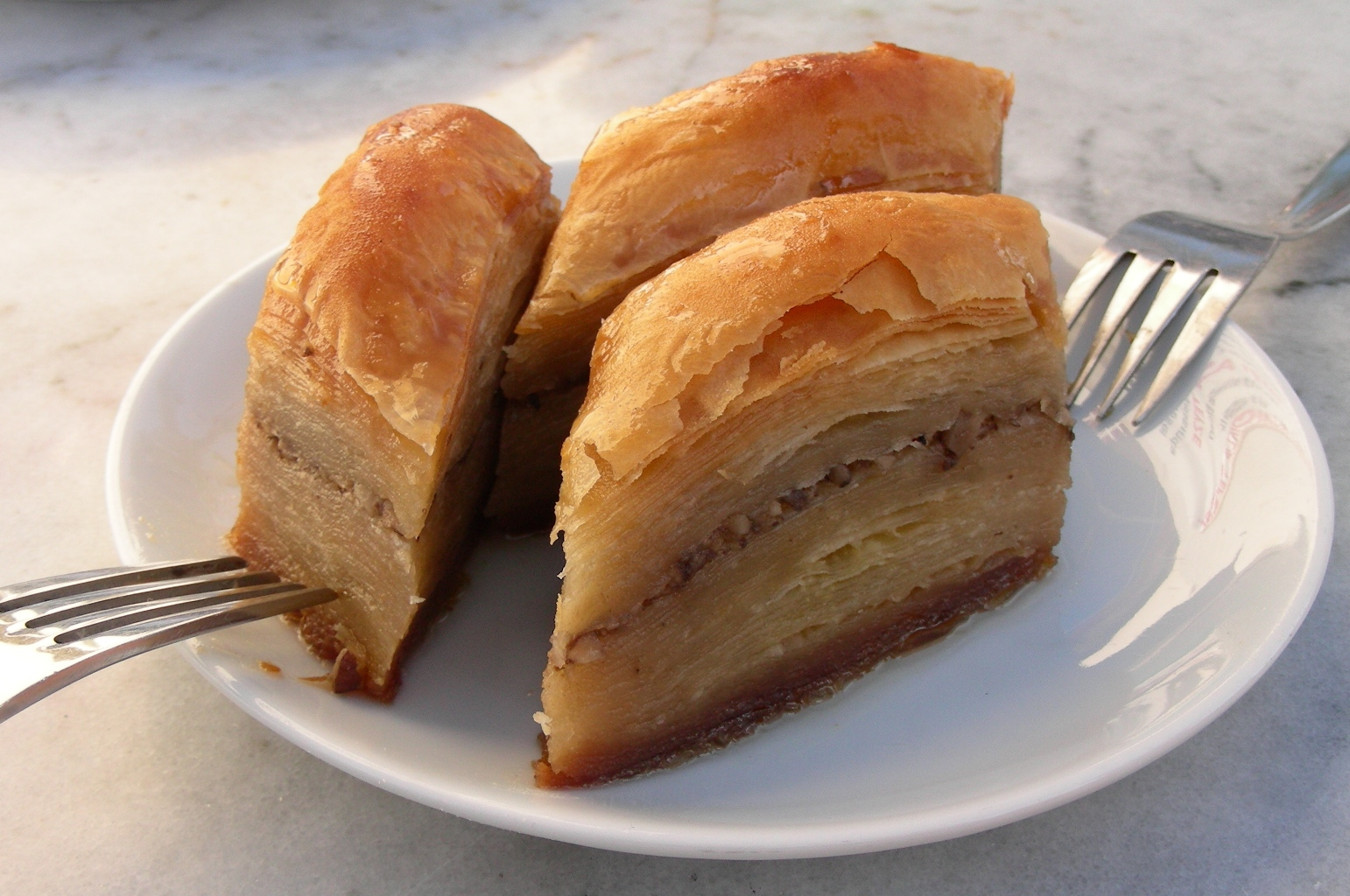
Баклава

- Кнафе
- Катаєф
- Баклава

## Типові приправи
- Барбарис
- Пелюстки троянди або трояндова вода
- Сумах
- Затар (приправа) — суміш: (Материнка сирійська , сумах, підсмажений кунжут, сіль).
- Гарісса — приправа з червоного гострого перцю, насіння коріандру, зіри, часнику, солі, можуть додаватися також пелюстки троянди.
- М'ята
- Коріандр

## Напої
Чай та кава найпоширеніші.
Найпопулярніша кава — аравійська світла, яка готується з ледве просмажених зерен.

## Типові страви

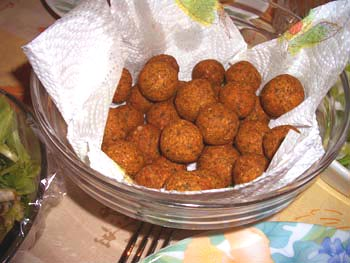
Фалафель

- Фалафель — невеликі котлетки, приготовлені з меленого турецького гороху, змішаного зі спеціями і підсмажені на олії
- Шаурма — арабський аналог турецького кебаба або грецького гіроса. З вертикального рожна, на якому смажиться м'ясо ягняти або курки, кухар зрізує вузькі скибочки, перемішує на плиті зі шматочками помідорів та інших овочів, потім викладає в розрізаний хліб піта.
- Фуль — густе пюре з коричневої квасолі, що звичайно накладають у піту або додають до локшини з рисом
- Діп тахіна
- Баклава